# Klaus-Jürgen Bauer
Klaus-Jürgen Bauer (* 1963 in Wien; † 28. Juni 2025) war ein österreichischer Architekt und Autor.

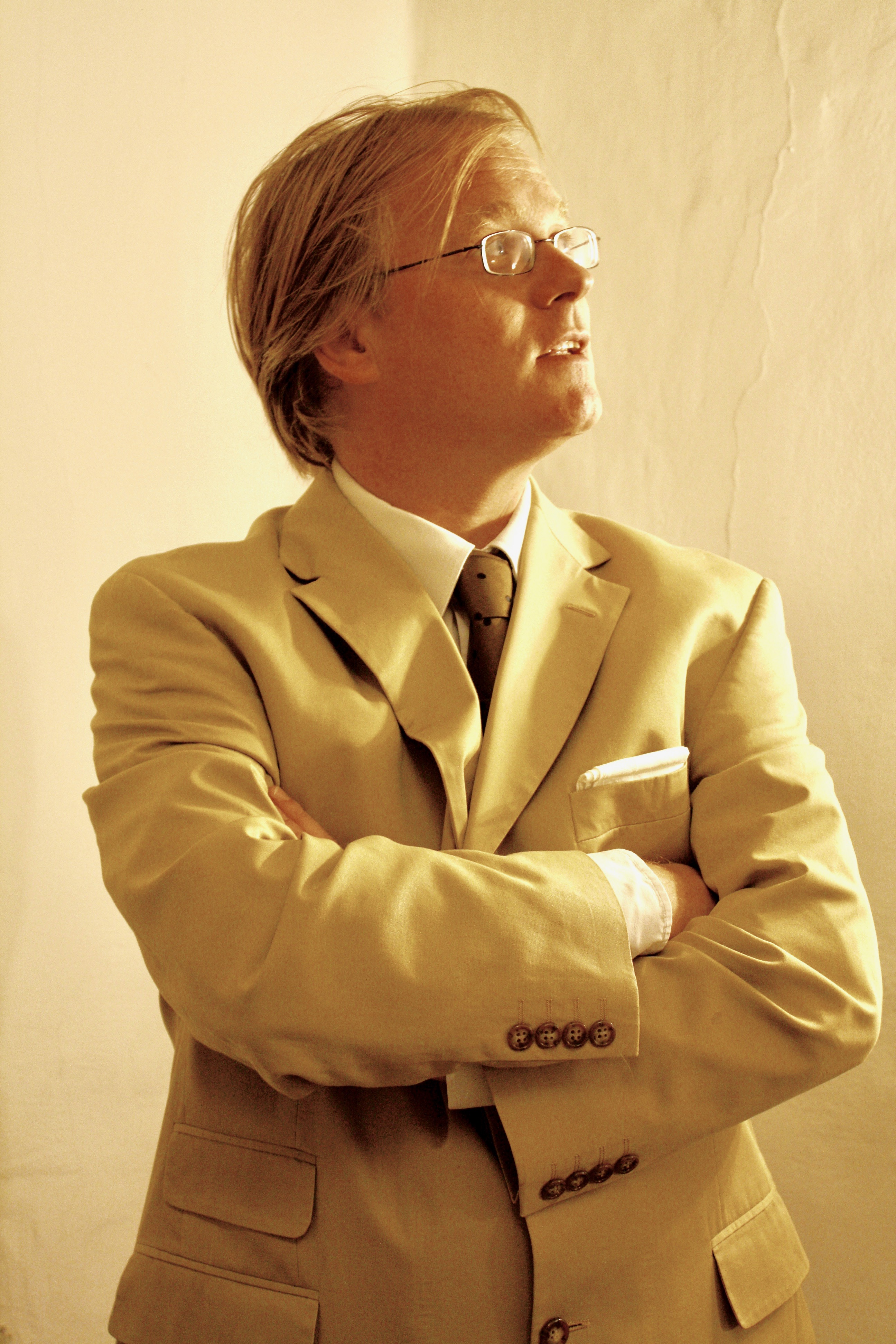
Klaus-Jürgen Bauer (2009)

## Werdegang
Bauer verbrachte seine Kindheit im pannonischen Raum. Er besuchte bis 1989 die Universität für angewandte Kunst Wien in der Meisterklasse Wilhelm Holzbauer. Unmittelbar nach der Wende wanderte Bauer nach Weimar aus und diplomierte dort 1993 an der Hochschule für Architektur und Bauwesen Weimar.
Nach seinem Abschluss in Architektur arbeitete Bauer bis 1997 als wissenschaftlicher Mitarbeiter am Lehrstuhl Architekturtheorie an der Bauhaus-Universität Weimar. Bauer promovierte im Jahr 1997 mit einer Arbeit über die ästhetischen Randbereiche von Kunst und Architektur.
Nach seiner Rückkehr nach Österreich eröffnete er das Büro Klaus-Jürgen Bauer Architekten in Eisenstadt und arbeitete als Architekt und Hochschullehrer. Bauer engagierte sich seit 1999 ehrenamtlich in der Architekturvermittlung und wurde Mitglied des Vereins Architektur Raumburgenland.
Zwischen 2000 und 2006 war er Vorsitzender dieser Vereinigung, seit 2016 war er Kurator der Architekturgalerie contemporary im Architektur Raumburgenland. Bauer war an der Erarbeitung des 1. und 3. Österreichischen Baukulturreportes beteiligt. 2010 wurde er Mitglied im BIG Art Fachbeirat.  Seit 1999 lehrte er Architektur an unterschiedlichen Fachbereichen der TU Wien. Seit 2020 lehrte Bauer auch an der New Design University in St. Pölten.
1997 veröffentlichte Bauer sein erstes monographisches Buch zur modernen Architektur namens Minima Aesthetica. Banalität als subversive Strategie der Architektur. Das Buch lenkte den Blick auf ästhetische Randbereiche der modernen Architektur. Er setzt sich darin kritisch-philosophisch mit den ästhetischen Randbereichen der modernen Architektur auseinander. Am Beispiel einer bestimmten Gruppe europäischer Architekten aus der Schweiz und aus Österreich zeigt Bauer, dass deren architektonisches Werk als Gemeinsamkeit eine sonderbare Nähe zum Gewöhnlichen, Alltäglichen, Banalen aufweist. Seit 2019 führte Bauer diesen Diskurs weiter, in dem er unbeachtete Randbereiche des Architektonischen wie Türdrücker oder Schalsteinmauern in Monographien thematisierte.  

## Werk
Um das Jahr 2000 wurden die ersten Bauwerke nach seinen Entwürfen realisiert. Es entstanden eine Vielzahl von Einfamilienhäusern und Wohnbauten.
Einen weiteren Schwerpunkt seiner Arbeiten nimmt das Interior Design sowie die Ausstellungsgestaltung ein.
Eine zentrale architektonische Tätigkeit von Klaus-Jürgen Bauer findet im Bereich des Bauens im Denkmalschutz statt. In diesem Bereich konnte Bauer für die Esterházy-Stiftung einige Projekte realisieren. Seine Umgestaltung des Fragments eines ehemaligen Schlosses in Donnerskirchen zur Genussakademie Burgenland wurde im Jahr 2016 fertig gestellt.

## Publikationen
- Mein Gefühl hat den Verstand verloren. edition sehnsucht, Wien 1987.
- mit Dorothea Lendl: Studien im Vergleich: Kunst. Österreichische Hochschülerschaft, wbu - edition, Wien 1988.
- Das Letzte. Mit einem Vorwort von Gregor Auenhammer. edition sehnsucht, Wien 1988
- mit Gregor Auenhammer: Geschichten vom Samstagnachmittag. edition sehnsucht, Wien 1989.
- Der große Augenschmaus. Cartoons. Edition Sonntag, Wien 1992.
- Minima Aesthetica. Banalität als subversive Strategie der Architektur. Verso, Weimar 1997, ISBN 3-86068-071-4.
- Die ehemaligen Stallungen des Schloß Esterhazy in Eisenstadt. Idee. Projekt. Leitbild. Eisenstadt 1998
- Adolf Krischanitz. Architekt. Bauten und Projekte. 1986-1998. Birkhäuser Verlag, Basel 1998 mit Beiträgen von Markus Grob und Klaus-Jürgen Bauer
- Klaus-Jürgen Bauer Architekt. Arbeiten von 1998 bis 2002. Raco, Loretto 2002.
- Pannonien. Archipel. Theorie der Provinz. edition lex liszt 12, Oberwart 2007, ISBN 978-3-901757-57-0.
- mit Rudolf Kohoutek: &quot; Kriterien städtischer Verdichtungsräume im Burgenland. Zusammenspiel der vielfältigen Elemente in wachsenden, städtischen Teil - Räumen am Beispiel von Eisenstadt und Neufeld. Im Auftrag des Amtes der burgenländischen Landesregierung, Eisenstadt/Wien 2010.
- Der Walfisch im Jonasbauch. Herausgegeben von der i-Akademie, Wien 2012.
- Häuser Houses.- Herausgegeben von der i-Akademie, Wien 2013.
- Zurück zur Mitte. Strategien zur Belebung burgenländischer Ortskerne.  Mit Beiträgen von: Peter Adam, Klaus-Jürgen Bauer, Heinz Bruckschwaiger, Manfred Cadilek, Hans Draxler, Daniela Filipovits-Flasch, Roland Gruber, Thomas Kittelmann, Thomas Knoll, Andreas Liegenfeld, Wolfgang Millendorfer, Anton Mittelmeier, Franz Perner, Johann Pötz, Markus Prenner, Nicole Prop, Roland Reuter, Franz Steindl und Rudolf Strommer. Hrsg. Klaus-Jürgen Bauer. Weber, Eisenstadt 2015, ISBN 978- 3852535203.
- Entdämmt euch! Eine Streitschrift. edition lex liszt 12, Oberwart 2015, 2. Auflage, ISBN 978-3-99016-083-1.
- Sätzchen. Hrsg. Klaus-Jürgen Bauer.  Marlitt, Oberwart 2017, ISBN 978-3-902931-09-2.
- Tod einer Fliege. 13 groteske Kürzestgeschichten aus Österreich. Wien 2019, ISBN 978-1-092376075.
- Elemosina Rustium. Neues Leben im historischen Bürgerspital und Armenhaus von Rust .Ein Innovatives Stadterneuerungsprojekt der NEBAU. Herausgegeben von der NEUE EISENSTÄDTER – Gemeinnützige Bau-, Wohn- und Siedlungsgesellschaft m- b. H. Mit Textbeiträgen von Klaus-Jürgen Bauer.- Eisenstadt 2018.
- Gartenstücke. Ein Lookbook. SchoenheitderDinge #001, Wien 2019, ISBN 978-3-903294011.
- Krypticon. Oströmische Negentropien / Byzantinische Egosphären / Kein Reiseführer an die Rinderfurth. SchoenheitderDinge #002, Wien 2019, ISBN 978-3-903294-028.
- Kleine Römische. Gedichte. SchoenheitderDinge #003, Wien 2019, ISBN 978-3-903294-042.
- Streckhöfe Sanieren. Ein Lookbook. SchoenheitderDinge #004, Wien 2019 ISBN 978-3-903294-059.
- Kleine Weimarer. Gedichte. SchoenheitderDinge #005, Wien 2020 ISBN 978-3-903294-066.
- Drück mich! Ein Lookbook. SchoenheitderDinge #006, Wien 2020 ISBN 978-3-903294-073.
- Kleine Pannonische. Gedichte. SchoenheitderDinge #007, Wien 2020 ISBN 978-3-903294-073.

## Auszeichnungen
- 1991 Anerkennungspreis für Literatur in Niederösterreich
- 2005 Literaturpreis Lyrische Morde
- 2010 Architekturpreis des Landes Burgenland
- 2018 Burgenländischer Werbepreis: Adebar
- 2019 Österreichischer Werbepreis Austriacus